# Halichoeres semicinctus
 Halichoeres semicinctus és una espècie de peix de la família dels làbrids i de l'ordre dels perciformes.

## Morfologia
Els mascles poden assolir els 38 cm de longitud total.

## Distribució geogràfica
Es troba des de Point Conception (Califòrnia, Estats Units) fins a l'Illa de Guadalupe (Baixa Califòrnia) i el Golf de Califòrnia (Mèxic).